# Carl Creifelds
Carl Creifelds (* 3. April 1907 in Köln; † 22. April 1994 in München) war ein deutscher Jurist. Nach verschiedenen Funktionen als Jurist im NS-Staat, gelang ihm, nach Tätigkeiten in der West-Berliner Senatsverwaltung ab 1952 bis 1963, dem Jahr seiner frühzeitigen Pensionierung, zum namensgebenden Verfasser des in Deutschland wohl bekanntesten und nach ihm benannten Rechtswörterbuches, dem Creifelds zu werden. Dieses erscheint seit November 2021 nicht mehr unter seinem ursprünglichen Titel, sondern als Weber (Rechtswörterbuch).

## Leben
Carl Creifelds wurde 1907 in Köln geboren. Nach dem Studium und der Ablegung des 1. juristischen Staatsexamens promovierte er mit einem strafrechtlichen Thema. Nach seinem 2. Staatsexamen 1932 wurde er Gerichtsassessor bei der Staatsanwaltschaft Köln. Zum 1. Mai 1933 trat er der NSDAP bei (Mitgliedsnummer 2.097.966). Wenige Jahre später erhielt er die Möglichkeit, in der Strafrechtsabteilung des Reichsjustizministeriums an der geplanten Reform des Strafprozessrechts mitzuwirken und wurde in dieser Funktion bereits 1941 zum Kammergerichtsrat befördert. Nach Kriegsende war er im Anschluss an eine Tätigkeit in der Privatwirtschaft von 1949 bis 1952 in der Berliner Senatsverwaltung für Volksbildung, danach, zunächst als Regierungsdirektor, ab 1954 als Senatsrat Leiter der Strafrechtsabteilung in der Senatsverwaltung für Justiz.
1963 kam es zu einem Bruch seiner Berufslaufbahn. Der Richterwahlausschuss des Bundesgerichtshofs hatte Creifelds zum Bundesrichter gewählt; wegen Bedenken im Hinblick auf seine Tätigkeit im Reichsjustizministerium wurde Creifelds aber vom damaligen Bundespräsidenten Heinrich Lübke nicht ernannt. Creifelds selbst hatte nach der Wahl gebeten, ihn in einem Strafsenat, nicht aber dem für unter anderem für Staatsschutzsachen zuständigen 3. Strafsenat einzusetzen. Er wehrte sich gegen die Nichternennung nicht; vielmehr bat er in einem Schreiben an den Berliner Senator für Justiz darum, seine Ernennung nicht weiter zu verfolgen. Außerdem beantragte er, ihn im Alter von nur 56 Jahren zum 1. Juni 1965 vorzeitig in den Ruhestand zu versetzen.
Kurze Zeit später kam er in Kontakt mit dem Münchener Verlag C. H. Beck, der zu dieser Zeit noch eine Filiale in Berlin unterhielt. Auf Anregung des Juniorverlegers Hans Dieter Beck wurde er Autor und Koordinator, später auch Herausgeber des zuerst 1968 erschienenen und nach ihm benannten Creifelds, eines Rechtswörterbuchs, das bis zur 23. Auflage 2019 unter seinem Namen veröffentlicht wurde (seit der 27. Edition (digital) im November 2021 und folgend der 24. Auflage (gedruckt) im Februar 2022 unter neuem Namen Weber) und sich mit einem Umfang von bis dahin rund 1600 Seiten einen großen Ruf als anspruchsvolles Nachschlagewerk erworben hat. Creifelds arbeitete bis zur 9. Auflage 1988 als Herausgeber und Autor, gab seine Beteiligung dann aber nach und nach in jüngere Hände ab. Neben diesem Werk, das sich in erster Linie an Juristen wendet und eine komprimierte Erläuterung aller wichtigen Fachbegriffe aus Gesetzgebung und Rechtspraxis bietet, übernahm er allein ab der 7. Auflage 1966 auch die Bearbeitung des von Otto Model noch vor dem Krieg begründeten Staatsbürger-Taschenbuchs und betreute dies bis zur 21. Auflage (das Werk liegt mittlerweile in 34. Auflage 2018 vor).
Neben diesen Tätigkeiten als Fachautor und Herausgeber war Creifelds viele Jahre und auch weit über das normale Ruhestandsalter hinaus als Fachbuchlektor im Münchener Verlagshaus tätig. Ende der 1960er Jahre war er für eine neue Reihe juristischer Taschenbücher als Lektor verantwortlich, die C.H.Beck als Lizenzausgabe im Deutschen Taschenbuch Verlag herausbrachte. Diese Bände hatten die Aufgabe, juristische Sachverhalte für ein breites Publikum verständlich zu machen. Aus der ursprünglich Beck-Rechtsbücher für jedermann genannten Reihe gingen später die bis heute in mehr als 100 Bänden lieferbaren Beck-Rechtsberater im dtv hervor.
Carl Creifelds, bis wenige Jahre vor seinem Tode mit eigenem Arbeitszimmer im Verlag tätig, starb am 22. April 1994 in München.